# 英吉利港
英吉利港（英語：English Harbour）是加勒比海島國安提瓜和巴布達中安提瓜島聖保羅區的一個城鎮，也是一个天然港，位於安提瓜島極南部，距離法爾茅斯港西北3.4公里，2001年人口759人。